# 早稲田大学競走部
早稲田大学競走部（わせだだいがくきょうそうぶ）は、早稲田大学の陸上競技チームである。関東学生陸上競技連盟に所属している。

## 概要

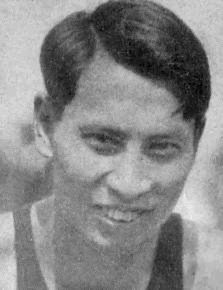
織田幹雄

1914年（大正3年）4月に創部され、アジア初のオリンピック金メダリストとなる織田幹雄を輩出した。南部忠平が織田に続いて金メダルを獲得したほか、卒業生からも世界記録樹立者をはじめとする名選手が誕生している。
関東インカレ、日本インカレ、箱根駅伝など代表的な大会でこれまで数多くの優勝を飾っている。
短距離走、特に4継の強豪としても知られ、日本選手権リレー競技男子4×100mリレー（4継）では10連覇を含む計22回の優勝を遂げている（2024年現在）。400m（4継）や1600m（マイル）などのリレー競技では、男子では日本大や東洋大、中央大、大東文化大、4継で2023年の日本選手権で83年ぶりに優勝を遂げた慶應大、女子では甲南大や立命館大、園田学園女子大、福岡大、関東の中央大や青山学院大などが2020年代前後の強豪ライバルとなる。
男子学生三大駅伝（出雲・全日本・箱根）の優勝回数は計20回となる。

## 歴史
1914年（大正3年）4月創部。
1919年の第1回関東インカレで優勝を飾る。関東インカレの男子総合優勝は通算18回、日本インカレの男子総合優勝は10回を数える。1920年アントワープオリンピックマラソンに三浦弥平が出場して以降、オリンピック金メダリストに輝いた織田幹雄、南部忠平、小掛照二ら男子三段跳世界記録樹立者を筆頭に、男子円盤投およびハンマー投で日本記録を15回更新した沖田芳夫、男子100m日本記録樹立者の飯島秀雄、男子マラソン10勝を挙げた瀬古利彦ら名選手を輩出した。
卒部生では、後に政治家へと進んだ河野一郎・河野謙三ら河野一族が知られている。後の衆議院議長・日本陸上競技連盟会長河野洋平はマネジメントを司る主務の出身である。さらに、日本陸上競技連盟の重鎮となった織田幹雄・青木半治・小掛照二らをはじめ、映画監督となった篠田正浩など、芸能・文化あるいはマスコミに進む者など各界にわたる。
1987年、所沢市三ヶ島に早稲田大学所沢キャンパスが開かれ、保谷市（現・西東京市）東伏見から練習拠点を移した。所沢キャンパス内にある練習グラウンド（3種公認）は織田幹雄に因み、2005年10月1日に「織田幹雄記念陸上競技場」と名づけられた。男子所属部員が授業と練習に備えて共同生活を送る合宿所を有する。2011年には第90回関東インカレと第80回日本インカレで男子総合優勝を飾った。
2024年、第93回日本インカレ男子4×100mリレー走（4継）で、早稲田大（38秒45）が東洋大（38秒47）を振り切り優勝。いずれも日本学生記録（中央大：38秒54、2010年）を塗り替えた。続く第108回日本選手権リレー競技でも、同種目で中央大を振り切り、2013年の第97回大会以来11年ぶり22回目の優勝を遂げた。

## 駅伝

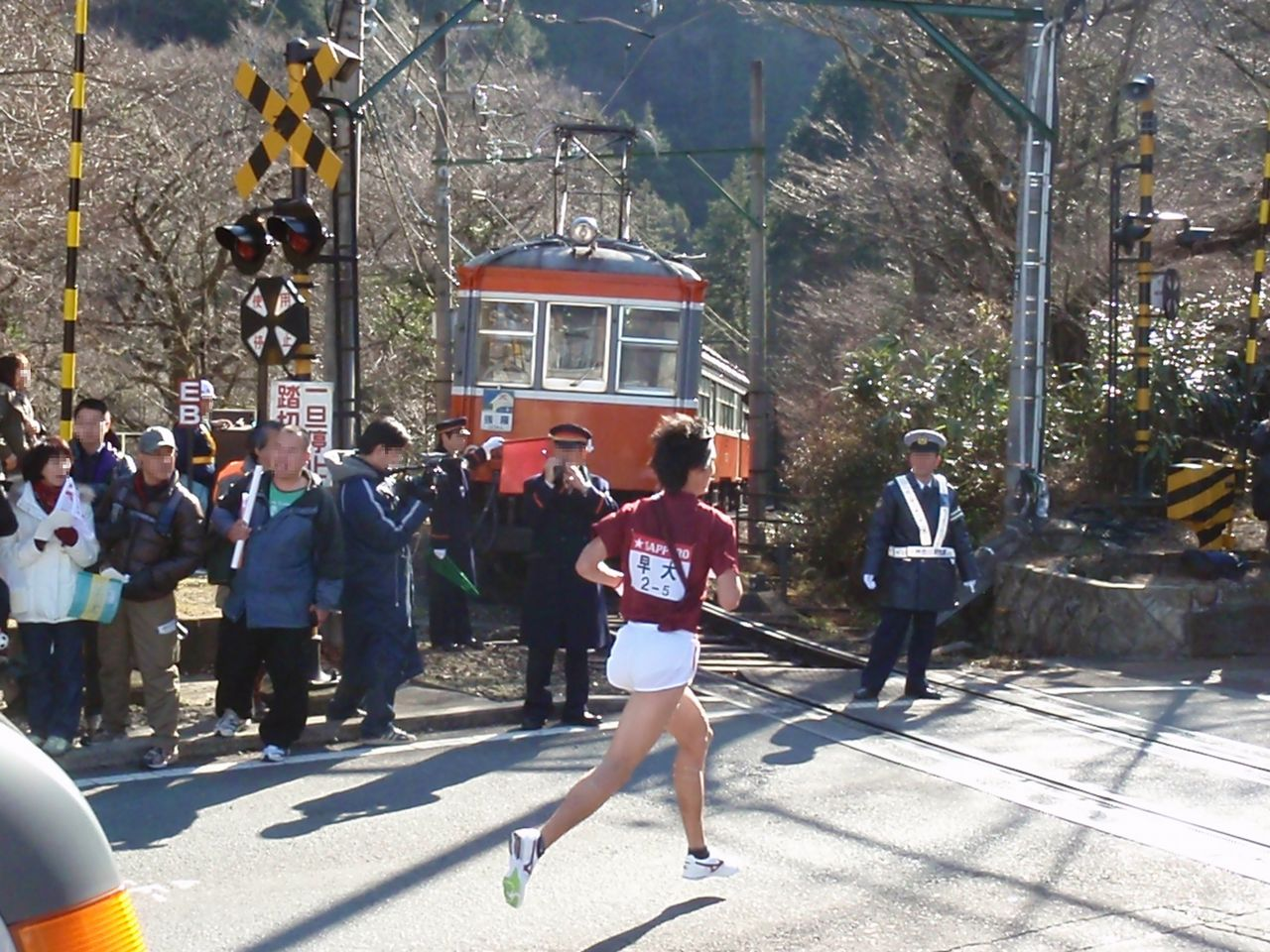
2010年箱根駅伝5区山上り

たすきの色は臙脂。「早稲田大学」の文字が白糸で施され、東郷神社の勝守が縫い付けられる。箱根駅伝には1920年（大正9年）の第1回大会からの98回中91回出場し、13回の総合優勝を飾っている。第1回箱根駅伝の出場選手には三浦弥平・河野一郎・麻生武治らが名を連ねる。
戦後、中村清が指導し日本大学や中央大学と優勝争いを展開した。また戦後の一時期、選手の故障や選手寿命が尽きることを懸念して慶應大学と協調する形で駅伝有害論を唱えたことがある。1976年（昭和51年）、瀬古利彦の入学と同時期に中村が指導者へ復帰。瀬古は福岡国際マラソンで優勝を重ねながら箱根駅伝を走った。瀬古の卒業後となる1984年・1985年に2年連続優勝を飾った。
1993年（平成5年）、武井隆次・櫛部静二・花田勝彦・渡辺康幸らの活躍で第69回大会で優勝した。その後優勝から遠ざかるが、2011年の第87回大会で優勝し、この年、出雲・全日本と合わせた3校目となる男子学生三大駅伝三冠を達成した。
2017年、2018年には2年連続総合3位になるなど三冠達成後もシードの常連校となっていたが、2019年の第95回大会では総合12位となり、2006年以来13年振りのシード落ちを喫した。翌2007年の第96回大会ではシード権を獲得したものの、第98回大会では3年ぶりのシード落ちとなる総合13位に終わっている。
全日本大学駅伝では1992-1995年の4連覇と2010年のを含め計5勝を挙げている。4連覇は大東文化大学、駒澤大学と並ぶ大会連勝記録である。出雲駅伝では1996年と2010年の計2勝を挙げている。箱根駅伝とを合わせた男子学生三大駅伝の優勝回数は総計20回となる。

## 関係者

### 指導スタッフ
2024年現在の指導スタッフ陣は、部長は藤本浩志、総監督は礒繁雄、監督は大前祐介、駅伝監督は花田勝彦、短距離コーチは欠畑岳、女子短距離コーチは久保田裕是、障害コーチは金井直、投擲コーチは竹迫寿などとなっている。このほか、短距離走・中距離走・長距離走・競歩・跳躍・投擲・混成など各種目の選手と共にマネージャー、トレーナーらによって男女部員を構成する。

### 主な出身者
男性
- 三浦弥平
- 河野一郎
- 麻生武治
- 河野謙三 ‐ 元陸上競技選手。
- 沖田芳夫
- 織田幹雄
- 南部忠平
- 住吉耕作
- 西田修平
- 中島亥太郎
- 木村一夫
- 川崎秀二
- 張星賢
- 小野利保
- 朝倉充
- 金恩培
- 矢田喜美雄
- 中村清
- 青木半治
- 齊藤了英
- 篠田正浩 ‐ 元陸上競技選手。映画監督。
- 小掛照二
- 鈴木重晴
- 櫻井孝次
- 三木孝志
- 飯島秀雄
- 坂井義則
- 土江良吉
- 石沢隆夫
- 瀬古利彦 ‐ 元陸上競技選手。
- 平方亨
- 黒木亮
- 滝川哲也
- 金井豊
- 坂口泰
- 遠藤司
- 谷口伴之
- 大森重宜
- 金哲彦（木下哲彦）‐ 元陸上競技選手。
- 川越学
- 池田克美
- 大沢知宏
- 渡辺高博
- 武井隆次
- 櫛部静二 ‐ 元陸上競技選手。城西大学陸上競技部駅伝監督。
- 花田勝彦 ‐ 元陸上競技選手。早稲田大学陸上競技部駅伝監督。
- 小林正幹
- 渡辺康幸 ‐ 元陸上競技選手。住友電工陸上競技部駅伝監督。
- 小林雅幸
- 土江寛裕
- 荒川岳士
- 梅木蔵雄
- 近藤高代
- 高橋和裕
- 佐藤敦之
- 小島茂之
- 大前祐介
- 竹澤健介 ‐ 大阪経済大学陸上競技部ヘッドコーチ。
- 木村慎太郎
- 江里口匡史
- 八木勇樹
- 笹瀬弘樹
- ディーン元気 ‐ 陸上競技選手。
- 大迫傑 ‐ 陸上競技選手。
- 野澤啓佑
- 小林快
- 橋元晃志
- 太田智樹 ‐ 陸上競技選手。
- 中谷雄飛 ‐ 陸上競技選手。
- 千明龍之佑
- 山内大夢
- 太田直希 ‐ 陸上競技選手。太田智樹の弟。
- 半澤黎斗
- 井川龍人 ‐ 陸上競技選手。旭化成陸上競技部所属。
- 鈴木創士
- 佐藤航希
- 菖蒲敦司
- 辻文哉
- 伊藤大志
- 伊福陽太
- 菅野雄太
- 諸富湧
- 山口智規 ‐ 陸上競技選手。
- 間瀬田純平 ‐ 陸上競技選手。
- 工藤慎作 ‐ 陸上競技選手。
- 長屋匡起 ‐ 陸上競技選手。
- 山崎一吹 ‐ 陸上競技選手。
- 山口竣平 ‐ 陸上競技選手。

女性
- 信岡沙希重
- 錦織育子
- 紫村仁美

## 関連書籍
- 『21世紀への遺言』（織田幹雄(著)、ベースボール・マガジン社、1975/4）
- 『アスリートよ永遠なれ』（青木半治(著)、伊藤修(編集)、早稲田大学出版部、1986/1、ISBN 978-4657863089）
- 『冬の喝采』（黒木亮(著)、講談社、2008/10、中村清監督時代の早稲田大学競走部、箱根駅伝・瀬古利彦のエピソード、中村清の人物像が詳しく書かれている、ISBN 978-4062150415）
- 『早稲田大学競走部のおいしい寮めし』 （福本健一(著)、礒繁雄(監修)、主婦の友社、2011/10、ISBN 978-4072777183）